# 亚内莉丝·桑托斯
亚内莉丝·桑托斯（西班牙語：Yanelis Santos，1986年3月30日—），古巴女子排球运动员。她曾代表古巴国家队参加2008年夏季奥林匹克运动会排球比赛，结果队伍获得第四名，无缘奖牌。